# Oclusiva alveolar sonora
A oclusiva alveolar sonora é um tipo de fone consonantal empregado em alguns idiomas. O símbolo deste som tanto no alfabeto fonético internacional quanto no X-SAMPA é "d". Este som ocorre no português em palavras como "dor".
Existem apenas algumas línguas que distinguem as paradas dentárias e alveolares, sendo Kota, Toda e Venda algumas delas.

## Características
- Sua forma de articulação é oclusiva, ou seja, produzida pela obstrução do fluxo de ar no trato vocal.[1]
- Como a consoante também é oral, sem saída nasal, o fluxo de ar é totalmente bloqueado e a consoante é uma plosiva.
- Existem três variantes específicas de [d]:

1. Dental, o que significa que é articulado com a ponta ou a lâmina da língua nos dentes superiores, denominados respectivamente apical e laminal.
2. Denti-alveolar, o que significa que se articula com a lâmina da língua na crista alveolar e a ponta da língua atrás dos dentes superiores.
3. Alveolar, o que significa que é articulado com a ponta ou a lâmina da língua na crista alveolar, denominada respectivamente apical e laminal.

- Sua fonação é sonora, o que significa que as cordas vocais vibram durante a articulação.[1]
- É uma consoante oral, o que significa que o ar só pode escapar pela boca.
- O mecanismo da corrente de ar é pulmonar, o que significa que é articulado empurrando o ar apenas com os pulmões e o diafragma, como na maioria dos sons.

## Ocorrência

### Dental ou denti-alveolar
| Idioma       | Idioma          | Palavra              | IPA                  | Significado      | Notas                                                                                           |
| ------------ | --------------- | -------------------- | -------------------- | ---------------- | ----------------------------------------------------------------------------------------------- |
| Armênio      | Oriental        | դեմք / demk’         | [d̪ɛmkʰ]ⓘ             | Face             | Laminal denti-alveolar.                                                                         |
| Armênio      | Ocidental       | տալ / dal            | [d̪ɑl]                | Dar              | Laminal denti-alveolar.                                                                         |
| Bashkir      | Bashkir         | дүрт / dürt          | [dʏʷrt]ⓘ             | Quatro           |                                                                                                 |
| Basco        | Basco           | diru                 | [d̪iɾu]               | Dinheito         | Laminal denti-alveolar.                                                                         |
| Bielorrusso  | Bielorrusso     | падарожжа/padarožža  | [päd̪äˈroʐʐä]         | Viagem           | Laminal denti-alveolar.                                                                         |
| Bengali      | Bengali         | দুধ/dūdh              | [d̪ud̪ʱ]               | Leite            | Laminal denti-alveolar. Contrasta aspirado e não-aspirado.                                      |
| Catalão      | Catalão         | dit                  | [ˈd̪it̪]               | Dedo             | Laminal denti-alveolar.                                                                         |
| Chinês       | Wu              | 唐/da                | [d̪ɑ̃]                 | A Dinastia Tang  |                                                                                                 |
| Dinka        | Dinka           | dhek                 | [d̪ek]                | Distinto         | Laminal denti-alveolar. Contrasta /d/ com alveolar.                                             |
| Holandês     | Belga           | ding                 | [d̪ɪŋ]                | Coisa            | Laminal denti-alveolar.                                                                         |
| Inglês       | Dublin          | then                 | [d̪ɛn]                | Então            | Laminal denti-alveolar. Corresponde a [ð] em outros dialetos; em Dublin pode ser d͡ð no lugar.   |
| Inglês       | Irlandês do sul | then                 | [d̪ɛn]                | Então            | Laminal denti-alveolar. Corresponde a [ð] em outros dialetos; em Dublin pode ser d͡ð no lugar.   |
| Inglês       | Geordie         | then                 | [d̪ɛn]                | Então            | Alofone de /ð/ em começo de palavra; pode ser realizado como [ð] no lugar.                      |
| Inglês       | Ulster          | dream                | [d̪ɹim]               | Sonho            | Laminal denti-alveolar. Alofone de /d/ antes de /r/, em livre variação com a parada alveolar    |
| Esperanto    | Esperanto       | mondo                | [ˈmondo]             | Mundo            |                                                                                                 |
| Francês      | Francês         | dais                 | [d̪ɛ]                 | Marquise         | Laminal denti-alveolar.                                                                         |
| Georgiano    | Georgiano       | კუდი                 | [ˈkʼud̪i]             | Rabo             | Laminal denti-alveolar.                                                                         |
| Hindustani   | Hindustani      | दूध / دودھ/dūdh       | [d̪uːd̪ʱ]              | Leite            | Laminal denti-alveolar. Hindustani contrasta aspirado e não-aspirado.                           |
| Irlandês     | Irlandês        | dorcha               | [ˈd̪ˠɔɾˠəxə]          | Escuro           | Laminal denti-alveolar.                                                                         |
| Italiano     | Italiano        | dare                 | [ˈd̪äːre]             | Dar              | Laminal denti-alveolar.                                                                         |
| Japonês      | Japonês         | 男性的 / danseiteki  | [d̪ä̃ɰ̃se̞ːt̪e̞kʲi]        | Masculino        | Laminal denti-alveolar.                                                                         |
| Cashúbio     | Cashúbio        | [exemplo necessário] | [exemplo necessário] |                  | Laminal denti-alveolar.                                                                         |
| Quirguiz     | Quirguiz        | дос                  | [d̪os̪]                | Amigo            | Laminal denti-alveolar.                                                                         |
| Letão        | Letão           | drudzis              | [ˈd̪rud̪͡z̪is̪]           | Febre            | Laminal denti-alveolar.                                                                         |
| Marathi      | Marathi         | दगड/dagaḍ            | [d̪əɡəɖ]              | Pedra            | Laminal denti-alveolar. Marathi contrasta aspirado e não-aspirado.                              |
| Nepali       | Nepali          | दिन/din               | [d̪in]                | Diurno           | Contrasta com forma aspirada.                                                                   |
| Odia         | Odia            | ଦଶ/daśa              | [d̪ɔsɔ]               | Dez              | Laminal denti-alveolar. contrasta aspirado e não-aspirado.                                      |
| Pashto       | Pashto          | ﺪﻮﻩ/dwa              | [ˈd̪wɑ]               | Dois             | Laminal denti-alveolar.                                                                         |
| Polonês      | Polonês         | dom                  | [d̪ɔm]ⓘ               | Lar              | Laminal denti-alveolar.                                                                         |
| Português    | Muitos dialetos | dar                  | [ˈd̪aɾ]               | Dar              | Laminal denti-alveolar. Pode palatalizar ou lenizar em certos ambientes, dependendo do dialeto. |
| Punjabi      | Gurmukhi        | ਦਾਲ/dāl               | [d̪ɑːl]               | Lentilhas        | Laminal denti-alveolar.                                                                         |
| Punjabi      | Shahmukhi       | دال/dāl              | [d̪ɑːl]               | Lentilhas        | Laminal denti-alveolar.                                                                         |
| Russo        | Russo           | два/ dva             | [ˈd̪wɑ]               | Dois             | Laminal denti-alveolar, contrasta com uma variante alveolar palatalizada.                       |
| Servo-Croata | Servo-Croata    | дуга / duga          | [d̪ǔːgä]              | Arco-íris        | Laminal denti-alveolar.                                                                         |
| Esloveno     | Esloveno        | danes                | [ˈd̪àːnəs̪]            | Hoje             | Laminal denti-alveolar.                                                                         |
| Spanish      | Spanish         | hundido              | [ũn̪ˈd̪ið̞o̞]            | Afundado         | Laminal denti-alveolar.                                                                         |
| Turco        | Turco           | dal                  | [d̪äɫ]                | Galho            | Laminal denti-alveolar.                                                                         |
| Ucraniano    | Ucraniano       | дерево/derevo        | [ˈd̪ɛrɛβ̞ɔ]            | Árvore           | Laminal denti-alveolar.                                                                         |
| Usbeque      | Usbeque         | sifatida             | [siɸætidæ]           | Como             | Laminal denti-alveolar.                                                                         |
| Zapoteco     | Tilquiapan      | dan                  | [d̪aŋ]                | Interior do país | Laminal denti-alveolar.                                                                         |

### Alveolar
| Idioma               | Idioma               | Palavra        | IPA                                                                   | Significado | Notas |
| -------------------- | -------------------- | -------------- | --------------------------------------------------------------------- | ----------- | --- |
| Adigué               | Adigué               | дахэ/daahė     | [daːxa]                                                               | Bastante    | |
| Assírio neo-aramaico | Assírio neo-aramaico | wada           | [waːda]                                                               | Fazer       | Predominante no dialetos Urmia, Jilu, Baz, Gawar e Nochiya. Corresponde a [ð̞] em outras variedades.                            |
| Bengali              | Bengali              | ডাব/ḍab         | [d̠ab]                                                                 | Coco verde  | Verdadeiro alveolar em dialetos orientais, apical pós-alveolar em dialetos ocidentais. Normalmente transcrito no AFI como [ɖ]. |
| Tcheco               | Tcheco               | do             | [do]                                                                  | Para dentro | |
| Holandês             | Holandês             | dak            | [dɑk]                                                                 | Telhado     | |
| Inglês               | Maioria dos falantes | dash           | O ficheiro de áudio "dash-pronunciation-audio.ogg" não foi encontrado | Traço       | |
| Finlandês            | Finlandês            | sidos          | [ˈsido̞s]                                                              | Vínculo     | |
| Grego                | Grego                | ντροπή / dropí | [dro̞ˈpi]                                                              | Vergonha    | |
| Hebraico             | Hebraico             | דואר/ do'ar    | [ˈdo̞.äʁ̞]                                                              | Carta       | |
| Húngaro              | Húngaro              | adó            | [ˈɒdoː]                                                               | Imposto     | |
| Cabardiano           | Cabardiano           | дахэ/ daahė    | [daːxa]                                                               | Bonita      | |
| Coreano              | Coreano              | 아들 / adeul   | [ɐdɯl]                                                                | Filho       | |
| Português            | Recifense            | Disso          | [disʊ]                                                                | Disso       | Em alguns dialetos é dental.                                                                                                   |
| Português            | Padrão               | Dado           | [dadʊ]                                                                | Dado        | Em alguns dialetos é dental.                                                                                                   |
| Curdo                | Do norte             | diran          | [dɪɾä:n]                                                              | Dentes      | |
| Curdo                | Central              | ددان/ dadân    | [dædä:n]                                                              | Dentes      | |
| Curdo                | Do sul               | دیان/dîân      | [diːä:n]                                                              | Dentes      | |
| Luxemburguês         | Luxemburguês         | brudder        | [ˈb̥ʀudɐ]                                                              | Irmão       | Mais frequentemente [t]. |
| Malaio               | Padrão               | dahan          | [dähän]                                                               | Ramo        | |
| Malaio               | Indonésio            | dahan          |                                                                       | Ramo        | |
| Malaio               | Kelantan-Pattani     | dahan          | [dahɛː]                                                               | Ramo        | |
| Maltês               | Maltês               | dehen          | [den]                                                                 | Sagacidade  | |
| Tailandês            | Tailandês            | ดาว/ dāw       | [daːw]                                                                | Estrela     | |
| Galês                | Galês                | diafol         | [djavɔl]                                                              | Demônio     | |
| Frísio ocidental     | Frísio ocidental     | doarp          | [ˈdwɑrp]                                                              | Vila        | |
| Yi                   | Yi                   | ꄿ/dda         | [da˧]                                                                 | Competente  | |
| Yonaguni             | Yonaguni             | 与那国 / dunan | [dunaŋ]                                                               | Yonaguni    | |

### Variável
| Idioma    | Idioma         | Palavra     | AFI      | Significado | Notas |
| --------- | -------------- | ----------- | -------- | ----------- | --- |
| Árabe     | Árabe          | دين/diin    | [diːn]   | Religião    | Laminal denti-alveolar ou alveolar, dependendo no dialeto.                                                                 |
| Inglês    | Sul            | dawn        | [doːn]   | Alvorecer   | Laminal denti-alveolar para alguns falantes, alveolar para outros.                                                         |
| Inglês    | Escoces        | dawn        | [dɔn]    | Alvorecer   | Laminal denti-alveolar para alguns falantes, alveolar para outros.                                                         |
| Inglês    | Galês          | dawn        | [dɒːn]   | Alvorecer   | Laminal denti-alveolar para alguns falantes, alveolar para outros.                                                         |
| Alemão    | Padrão         | oder        | [ˈoːdɐ]ⓘ | Ou          | Varia entre laminal denti-alveolar, laminal alveolar e apical alveolar.                                                    |
| Norueguês | Oriente urbano | dans        | [d̻ɑns]   | Dança       | Parcialmente ou completamente expresso [t]. Varia entre laminal denti-alveolar e laminal alveolar.                         |
| Persa     | Persa          | اداره/edāre | [edaːre] | Ofício      | Varia entre laminal denti-alveolar e apical alveolar.                                                                      |
| Eslovaco  | Eslovaco       | do          | [d̻ɔ̝]ⓘ    | Para dentro | Varia entre laminal denti-alveolar e laminal alveolar.                                                                     |
| Sueco     | Padrão central | dag         | [dɑːɡ]   | Dia         | Varia entre laminal denti-alveolar e alveolar, com o anterior sendo predominante. Pode ser uma aproximante em fala casual. |